# North Hayling
North Hayling är en by på ön Hayling Island, i distriktet Havant, i grevskapet Hampshire i England. Byn är belägen 3 km från Havant. North Hayling var en civil parish fram till 1932 när blev den en del av Havant. Civil parish hade 770 invånare år 1931.